# Partido Democrático Campesino de Lupu (Rumania)
El Partido Democrático Campesino de Lupu (Rumania) (Rumano: Partidul Democrat Țărănesc–Lupu) fue un partido político en Rumania.

## Historia
El partido fue establecido el 20 de enero de 1946 como rompimiento del Partido Nacional Campesino. Dirigido por Nicolae L. Lupu,  disputó las elecciones de 1946, ganando dos asientos.
A pesar de que su participación de votos cae de 2.4% a 0.7%, el partido retuvo sus dos asientos en las elecciones de 1948. Sin embargo,  estas fueron las últimas elecciones donde participaron varios partidos hasta 1990.